# Szelenocisztein
A szelenocisztein (a IUPAC/IUBMB által javasolt hárombetűs rövidítése: Sec, egybetűs jelölése: U) a természetben és az emberben is előforduló aminosav, a 22 fehérjeépítő aminosav egyike. Szerkezetét tekintve hasonló a ciszteinhez, azonban különbözik tőle abban, hogy az oldalláncában tiolcsoport (R−SH), helyett szelenolcsoport található (R−SeH). A 21. aminosavként ismert szelenocisztein érdekessége, hogy nincs egyedi genetikai kódja a „64 szavas” kódszótárban, hanem az ún. stopjelek egyike, az UGA kódolja, kizárólag szeléntartalmú fehérjék szintézise során, szelén jelenlétében. A legtöbb baktérium termeli, valamint emberben is termelik a mitokondriumok. Az emberi szervezet számára létfontosságú aminosav, mivel több fehérje felépítéséhez is nélkülözhetetlen. Ez az egyetlen szeléntartalmú aminosav.
Több enzimben is jelen van mint építőkő pl.: glutation-peroxidáz, tioredoxin-reduktáz, formiát-dehidrogenáz, glicin-reduktáz, metionin-R-szulfoxid-reduktáz B1.

## Bioszintézis

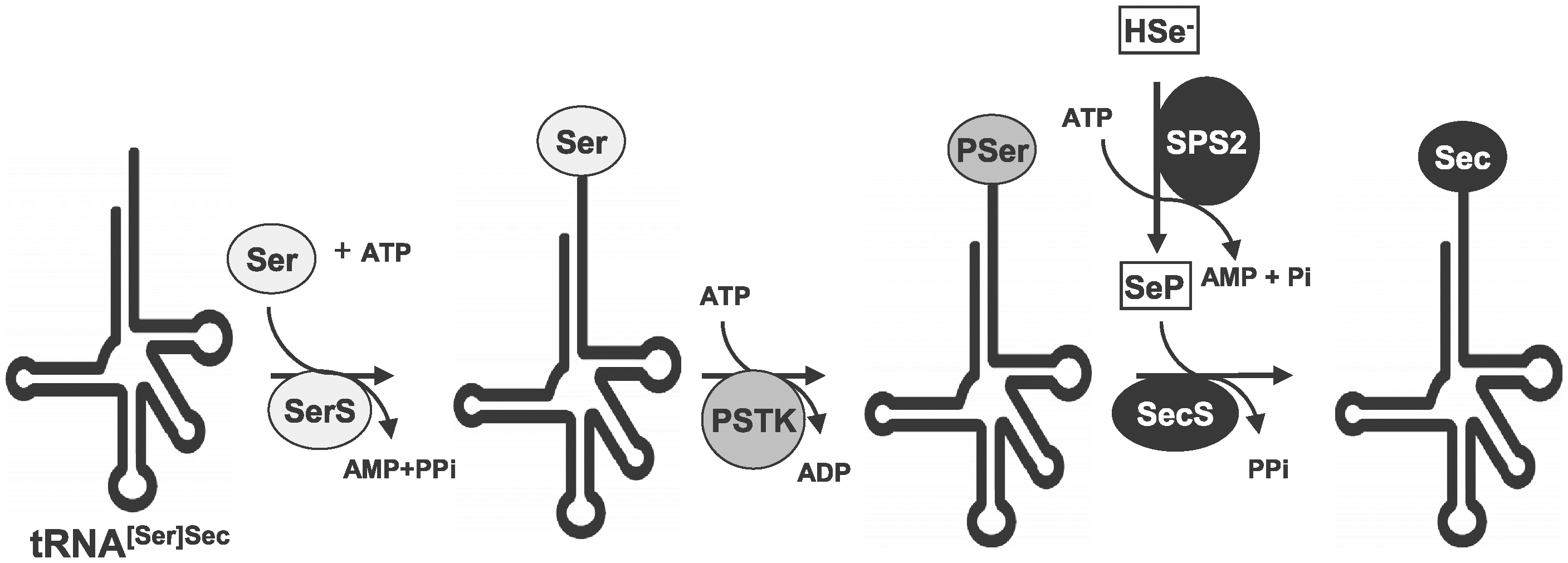
A szelenocisztein bioszintézise eukariótákban

A szelenocisztein bioszintézise az archeákban és az eukariótákban (magasabb rendű élőlények) ismert.
Egy tRNS mutáció következtében (amber szupresszor mutáció) a mutáns tRNS képes a stop kodont értelmesnek olvasni. Evolúciósan ez úgy alakult ki, hogy előfordul a szintézis során, hogy értelmes („sense”) kodonok stop kodonná alakulnak („non-sense”) annak érdekében, hogy ne keletkezzen rossz aminosav-szekvencia, majd fehérje. Ennek érdekében evolúciósan kialakultak a módosult tRNS-ek, melyek a lötyögő tripletekhez hasonlóan képesek a stop kodonokat vagy hibás tripleteket is értelmes szekvenciának felismerni. Jelenleg is kutatott a bioszintézis, még nem teljesen tisztázott a folyamat.
A szelenocisztein fehérje építőkő, mely elsősorban antioxidáns (redoxi folyamatokban játszik fontos szerepet). Jelenleg 25 szelenociszteint tartalmazó emberi fehérjét ismerünk.

## Molekula

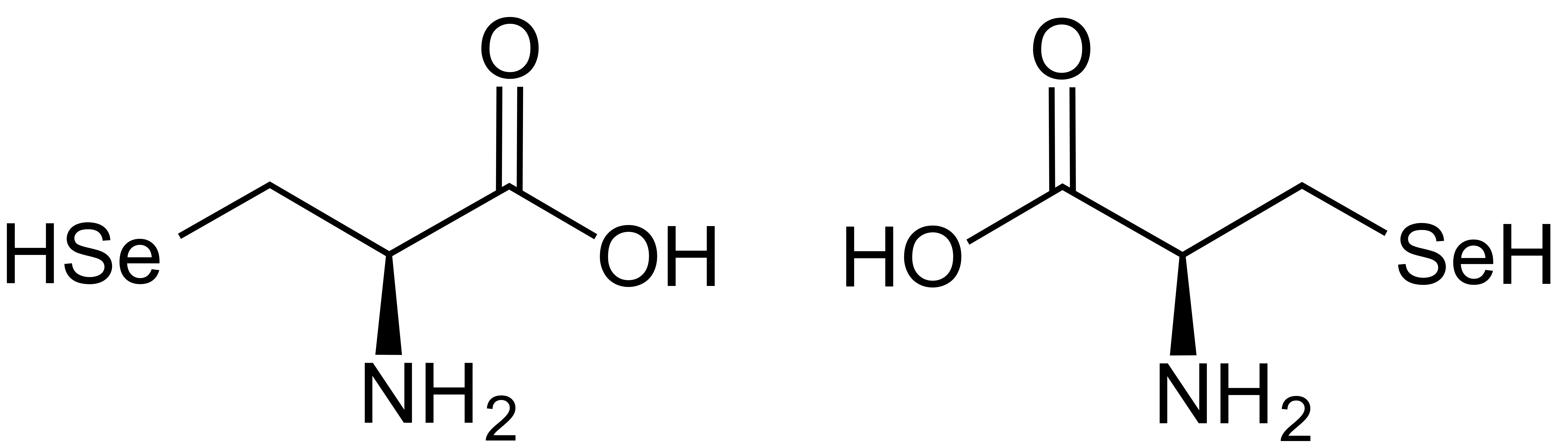
-szelenocisztein és -szelenocisztein konformációk

A szelenocisztein szerkezete a ciszteinéhez hasonló, a szelénatomja a kén helyét veszi fel és szeléncsoportot hoz létre, amely fiziológiás pH értéken deprotonálódik (pKa 5,47). A szelenocisztein redukciós potenciálja alacsonyabb, mint a ciszteiné.
A szelenocisztein molekula királis, l- és 
d-izomerje létezik, a természetben – a többi fehérjealkotó aminosavhoz hasonlóan – az l-izomer fordul elő.
Azokat a fehérjéket, melyek egy vagy több szelenociszteint vagy annak maradványát tartalmazzák, szelenoproteineknek nevezzük. Kutatók úgy találták, hogy a szelenoenzimek katalitikus hármas struktúrákat alkalmaznak, amelyek befolyásolják az aktív hely szelenocisztein nukleofilitását.